# Барам, Моше
Моше Барам (ивр. משה ברעם‎;
17 марта 1911, Здолбунов, Российская империя — 5 декабря 1986) — израильский государственный и профсозюзный деятель. Депутат кнессета 4—8 созывов (в том числе председатель комиссии по труду в 5-м и 6-м созывах, председатель коалиции в кнессете 6-го созыва), министр труда и министр социального обеспечения в 17-м правительстве Израиля. Отец Узи Барама.

## Биография
Родился в 1911 году в Здолбунове (Волынская губерния Российской империи). С молодости увлёкся идеями социалистического сионизма, присоединившись к движениям «Гехалуц» и «Фрайхайт-Дрор» (последнее аффилировалось с «Поалей Цион»). В 1931 году иммигрировал в подмандатную Палестину, поселившись в Иерусалиме.
Свою трудовую деятельность в Иерусалиме начинал рабочим на стройке и на предприятии «Мифалей Ям-ха-Мелах» («Заводы Мёртвого моря»). Одновременно он активно участвовал в деятельности «Хаганы» и Гистадрута — объединения профсоюзов Палестины, был активистом молодёжного движения «Ха-Бахрут ха-социалистит», а с 1934 года стал сотрудником Еврейского агентства. С 1948 года — член секретариата (с 1943 года — секретарь) иерусалимского отделения партии МАПАЙ. В 1944 году избран делегатом четвёртого созыва Асефат-Нивхарим (Собрания представителей еврейского ишува в Палестине).
В ходе Войны за независимость Израиля Барам входил в Комиссию по чрезвычайному положению и в штаб «Хаганы» в Иерусалиме (в частности, вместе с Аароном Кациром организовал производство оружия в осаждённом городе). В 1948 году назначен генеральным секретарём рабочего совета Иерусалима, став самым молодым из руководства Гистадрута в этом городе. На этом посту Барам принимал деятельное участие в развитии городской экономики и решении социальных вопросов.
С 1955 по 1959 год Барам был депутатом городского совета Иерусалима, занимая должность председателя правящей коалиции. Хотя к 1955 году он был наиболее высокопоставленным членом партии МАПАЙ в Иерусалиме, национальное руководство партии решило выдвинуть на пост мэра Гершона Агрона. После выборов Бараму был предложен пост заместителя мэра, но он отклонил предложение, заявив, что ничьим заместителем не будет.
В 1959 году Моше Барам был избран от партии МАПАЙ в кнессет 4-го созыва и затем избирался в кнессет ещё четыре раза подряд. После выборов 1961 года он занял пост председателя комиссии кнессета по труду, которая при его деятельном участии разработала закон о застройке и расчистке районов бедноты. В кнессете 6-го созыва Барам продолжал оставаться председателем комиссии по труду, одновременно заняв пост председателя коалиции и возглавляя комиссию по законодательству о национальном страховании. В ходе «дела Лавона» он присоединился к сторонникам Давида Бен-Гуриона, поддерживавшим отставку Пинхаса Лавона с руководящих постов, но позже занял в конфликте Бен-Гуриона и Леви Эшколя сторону последнего. В середине 1960-х годов Барам рассматривался как реальный кандидат на министерский пост или должность генерального секретаря Гистадрута, но Леви Эшколь обошёл его назначением. Предполагалось, что это могло быть связано с относительной неудачей партии МАПАЙ на выборах в руководство Гистадрута в 1965 году, когда кампанией партии руководил Барам и она потеряла часть голосов.
Не состоялось назначение министром и в правительственном кабинете Голды Меир, решившей, что Барам нужнее ей в кнессете как председатель фракции. Только в 17-м правительстве Израиля премьер-министр Ицхак Рабин наконец назначил Моше Барама на пост министра труда, на который тот претендовал уже около десятка лет. На освободившийся пост секретаря партии Труда в Иерусалиме был сразу же избран его сын Узи. Позже, незадолго до поражения левого лагеря на выборах 1977 года, Моше Бараму был поручен также портфель министра социального обеспечения. В правительстве он возглавлял министерскую комиссию по заработной плате и межминистерскую комиссию по трудоустройству. В 1975 году Барам, несмотря на сопротивление Гистадрута, провёл в кнессете закон о трудовых санкциях.
После 1977 года Моше Барам больше не избирался в кнессет. Его место в израильском парламенте, начиная с 9-го созыва, занял сын — Узи. Моше Барам умер в декабре 1986 года, в возрасте 75 лет, оставив после себя жену Грацию, и был похоронен в Иерусалиме.